# Ардашев Віктор Федорович
Ві́ктор Фе́дорович Арда́шев (25 листопада 1892, Чернігів — ?) — полковник Армії Української Народної Республіки.

## Життєпис
Народився 25 листопада 1892 року у Чернігові. Закінчив Суворовський кадетський корпус (Варшава), у 1912 році — Павлівське військове училище. Брав участь у Першій світовій війні. Останнє звання у російській армії — підполковник.
З листопада 1917 року — на службі у військах Центральної Ради. З 29 квітня 1918 року — помічник командира 34-го піхотного Сівського полку (українізованого). З 2 травня 1918 року — помічник дивізійного інтенданта 1-ї Чернігівської (згодом — 9-ї кадрової) дивізії Армії Української Держави. З 17 листопада 1918 року — помічник командира 26-го пішого кадрового Козелецького полку Армії Української Держави.
З 2 лютого 1919 року — помічник командира 5-го полку Січових стрільців Дієвої армії УНР. З 2 серпня 1920 року — старшина 8-ї стрілецької бригади 3-ї Залізної дивізії Армії УНР. З 12 квітня 1921 року — помічник начальника Спільної школи підстаршин 3-ї Залізної дивізії Армії УНР.
У 1920-х рр. жив на еміграції у Польщі. Подальша доля невідома.